# 屯門曾咀靈灰安置所
屯門曾咀靈灰安置所（英語：Tuen Mun Tsang Tsui Columbarium）是在香港新界屯門區曾咀前中華電力煤灰湖（中湖）上的公眾靈灰安置所，設有全港最大的綠色殯葬設施，也是香港目前唯一建在填海地上的靈灰安置所。地址為稔灣路15號，佔地3公頃，造價為28億8千萬港元，於2016年首季動工，於2018年年底竣工，其中紀念花園於2019年年初竣工，於2021年3月1日啟用。
在政府的積極推廣下，近年綠色殯葬的普及程度已顯著提升，市民逐漸接受以更環保和可持續的方式處理先人骨灰，綠色殯葬已逐步成為處理骨灰的主流安排。屯門曾咀紀念花園是食物環境衞生署（食環署）轄下最大的紀念花園，花園設計與大自然融合。園內並設有紀念碑牆，供市民設置牌匾紀念先人。在紀念花園撒放骨灰費用全免，市民可選擇親自或由食環署職員代為撒放先人骨灰，並可在紀念花園舉行告別儀式。
食環署自2020年12月起每月都推出約1 700個位於曾咀靈灰安置所的新建龕位供市民申請。其後，食環署2021年11月15日公布，12月1日起屯門曾咀靈灰安置所的可續期新公眾骨灰龕位繼續全年接受申請，並每月編配有關龕位，直至另行通告。視乎申請數量，食環署將每月編配曾咀靈灰安置所約1 700個禁香及非禁香標準龕位和20個非禁香大型龕位。因此，現時香港的公眾龕位有足夠供應，香港市民基本上無需輪候，並成功穩定龕位市場的價格。

## 建築

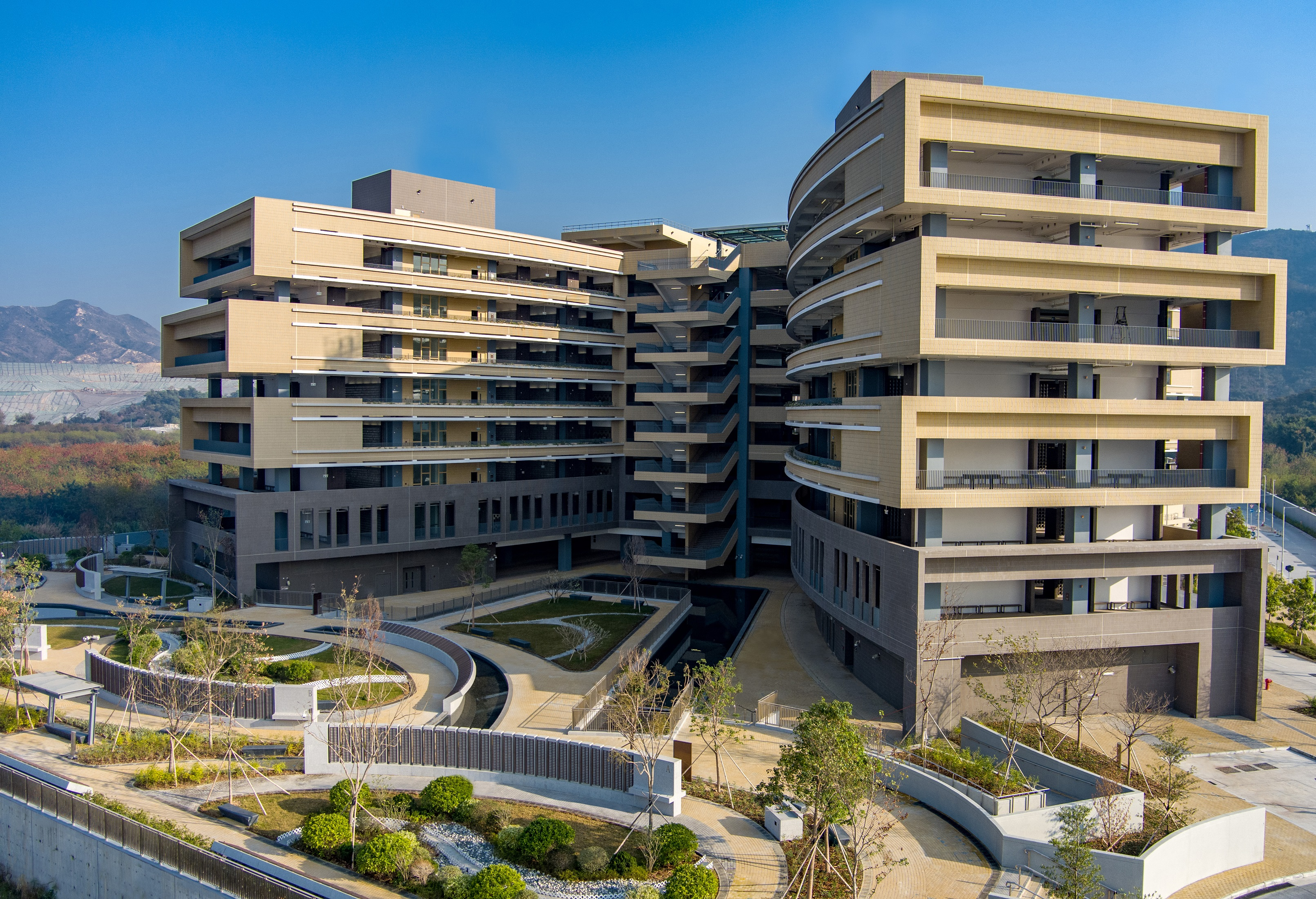
屯門曾咀靈灰安置所外觀

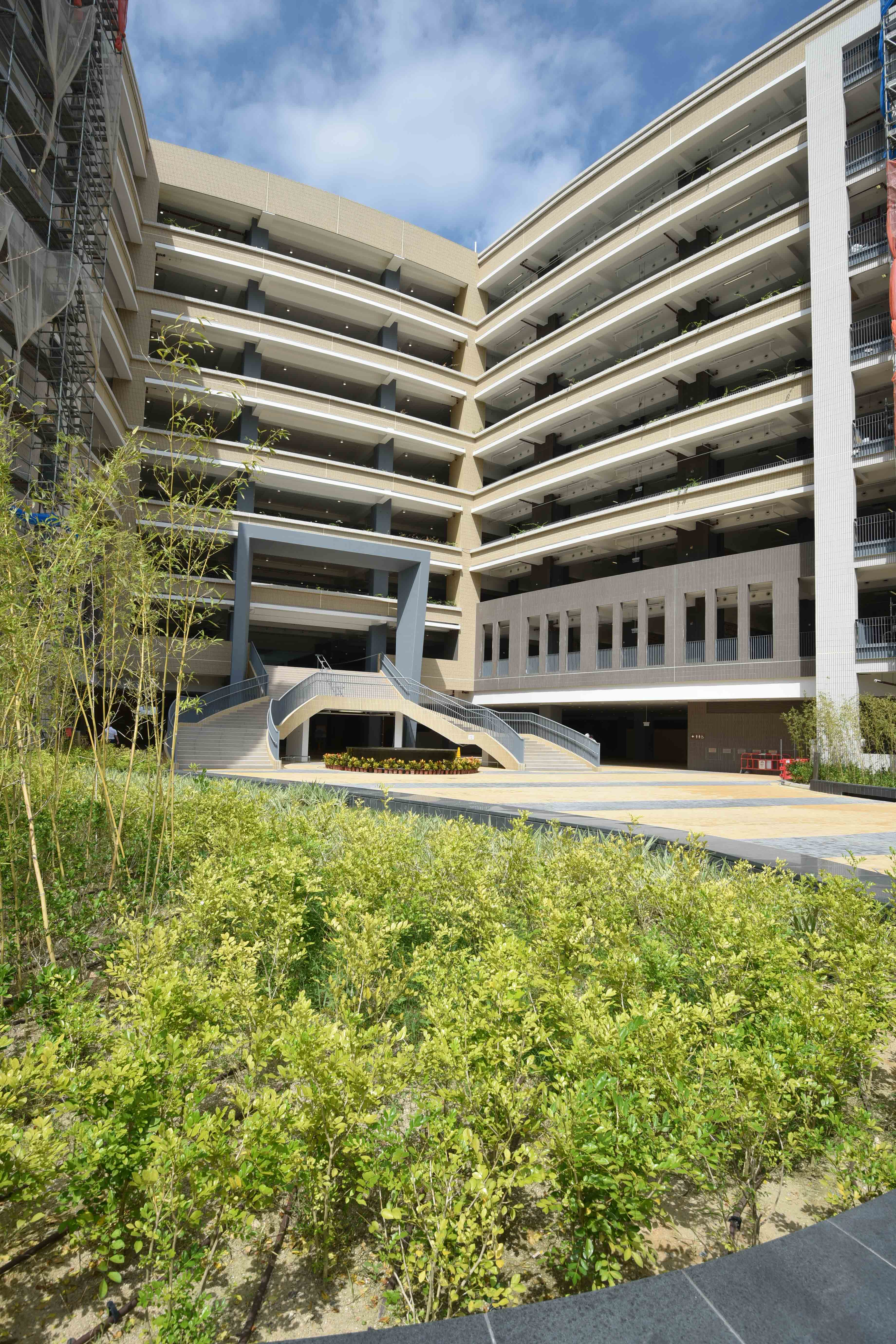
曾咀靈灰安置所設計

屯門曾咀靈灰安置所包括一座樓高8層、提供16萬個骨灰龕位置的靈灰閣大樓，其中5至7樓為不燃香的骨灰龕位置，頂層則為空中花園。屯門曾咀靈灰安置所將會設備急救室、育嬰室、8部載客升降機、4部消防人員專用升降機，並且提供環境保護設施，包括環境保護燒衣設施。此外，設有紀念花園等等。

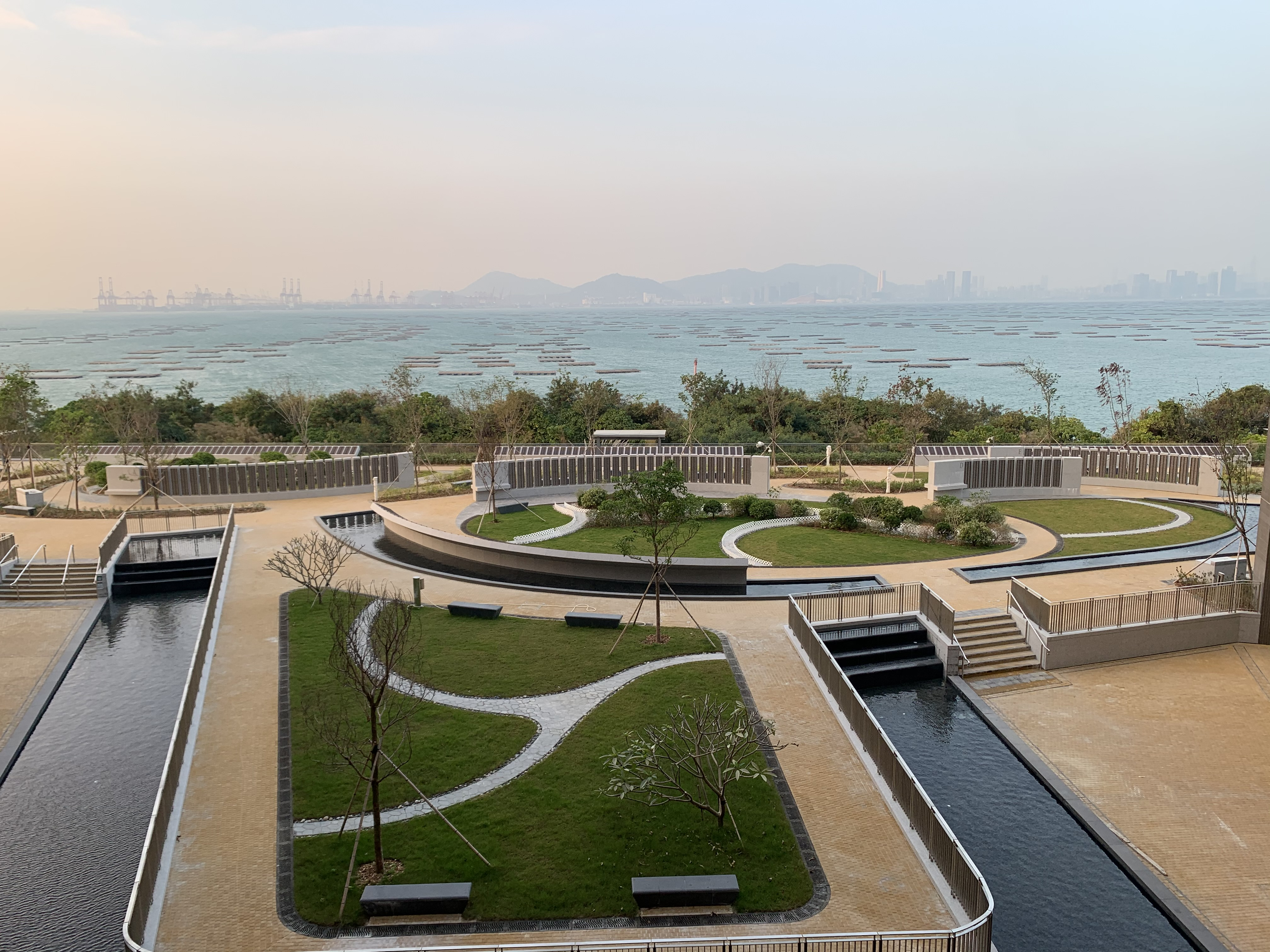
紀念花園

屯門曾咀紀念花園是食環署轄下最大的紀念花園，花園設計與大自然融合。園內並設有紀念碑牆，供市民設置牌匾紀念先人。

## 歷史
鑑於當時公眾骨灰龕位置在香港社會供不應求，而愈來愈多香港人都選擇在離世後火化遺體，食物及衛生局預計於2015年至2034年的未來20年，每年平均約55,000名香港市民死亡，當中火化數目約52,000名，比率達95%。因此，食物及衛生局建議在屯門區曾咀、原屬青山發電有限公司的煤灰湖（中湖）上興建靈灰安置所。工程包括為總面積達3公頃的選址進行厚達一米的填平工程，其後再在其上進行靈灰閣大樓及紀念花園的建築工程。
2014年11月4日，屯門區議會討論有關於食物及衛生局建議在屯門區曾咀煤灰湖上興建骨灰安置所的計劃。食環署向屯門區議會提交的文件顯示，署方計劃將項目的靈灰閣大樓增加一層至8層，骨灰龕位置數目亦由11萬個增加至16萬個，加幅達45%。 
2015年1月，解除煤灰湖工程的環境影響評估報告獲得批准，於同年3月25日獲得環境保護署署長發出工程許可證，其後交通影響評估亦已經完成。
2020年5月，食環署公布屯門曾咀靈灰安置所東翼於2020年5月15日啟用，供獲編配龕位人士安排安放先人骨灰和安裝紀念牌匾，安放期為20年，及後每10年續期一次。
2020年12月起，食環署每月都推出約1,700個位於曾咀靈灰安置所的新建龕位供市民申請。
其後，食環署2021年11月15日公布，12月1日起屯門曾咀靈灰安置所的可續期新公眾骨灰龕位繼續全年接受申請，並每月編配有關龕位，直至另行通告。因此，現時香港的公眾龕位有足夠供應，香港市民基本上無需輪候。

## 入葬名人
- 閆擎（1990年11月14日 - 2021年3月22日），香港電台節目主持人
- 李偲嫣（1964年8月17日－2020年12月16日），香港激進建制派社運人士

## 鄰近
- 青山發電廠
- 龍鼓灘發電廠[13]
- 新界西堆填區[14]
- T·PARK 源·區

## 交通

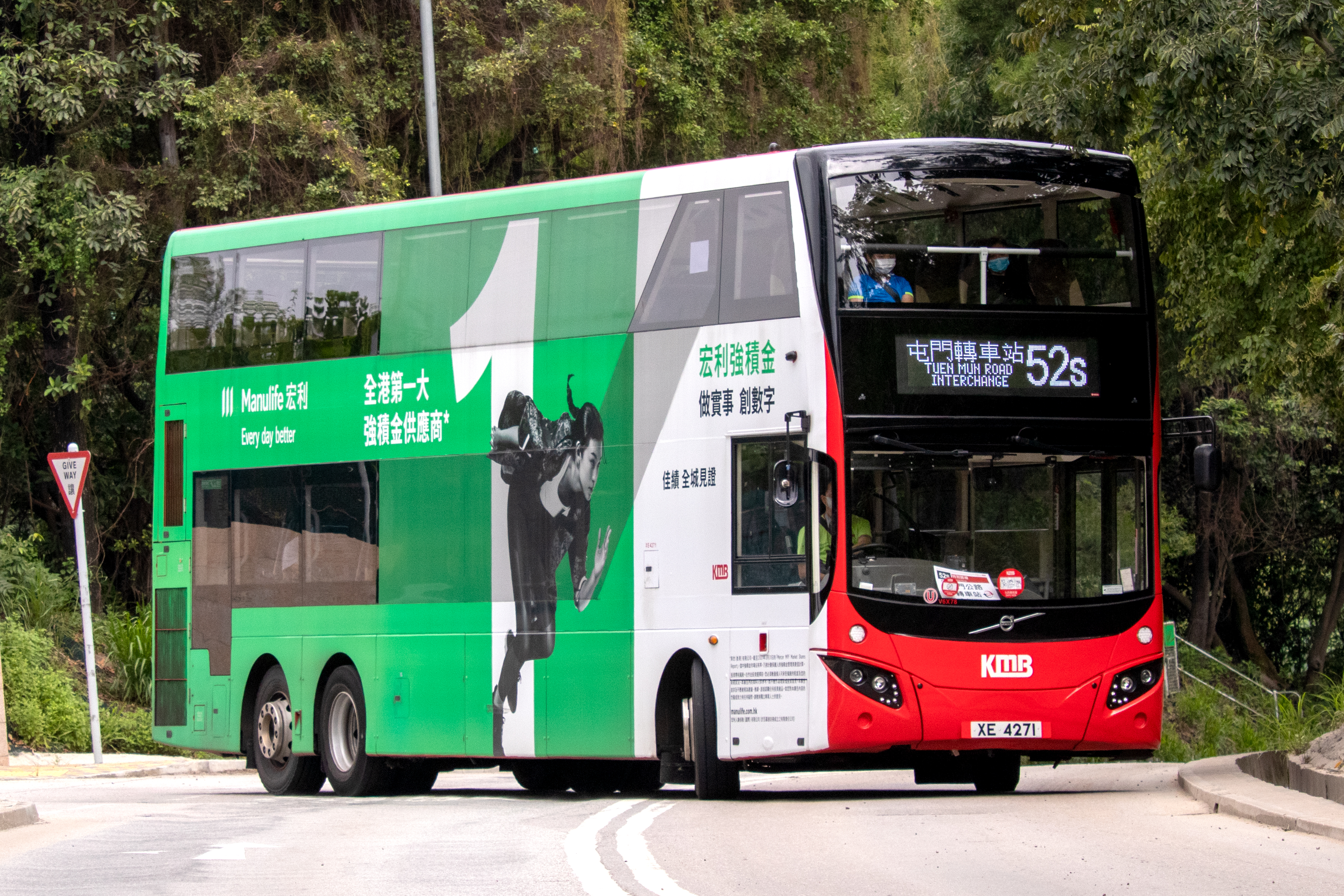
九龍巴士52S線，只限春秋二祭（清明節及重陽節）提供服務

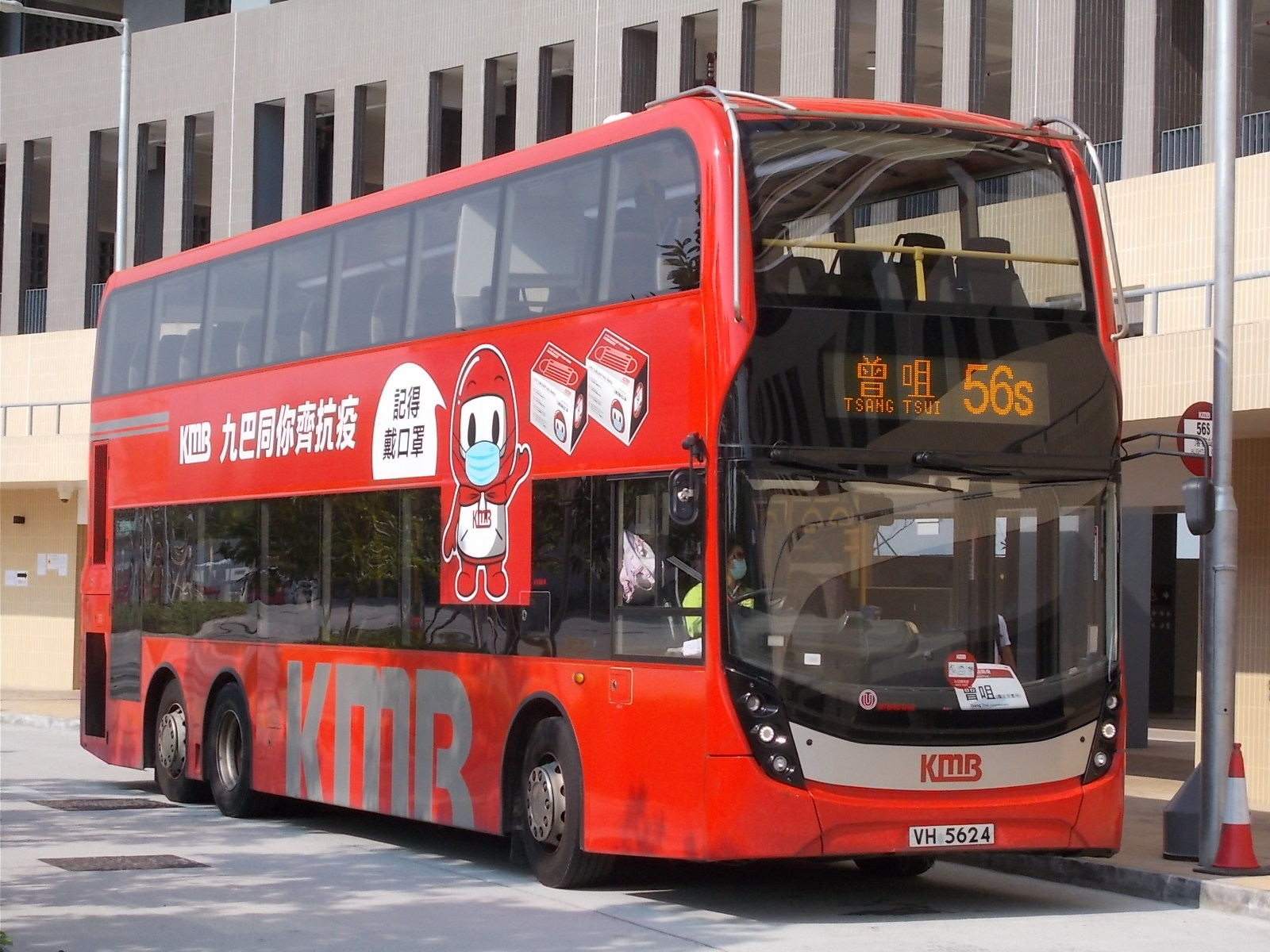
九龍巴士56S線，只限春秋二祭（清明節及重陽節）提供服務

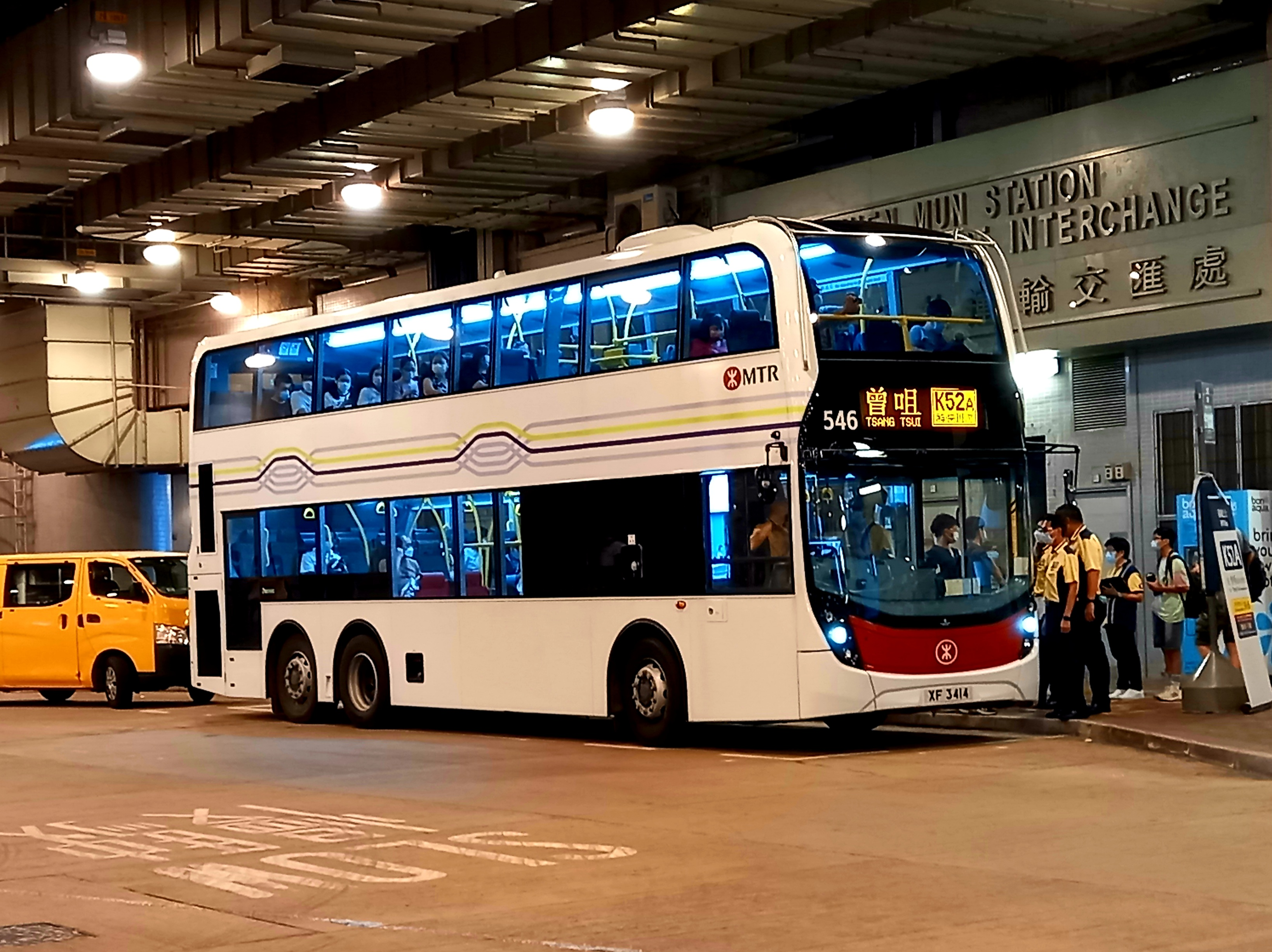
港鐵巴士K52A綫，每日日間服務

### 屯門曾咀靈灰安置所車輛進出管理
屯門曾咀靈灰安置所（安置所）過往沒有車輛進出的限制，而場內可供停泊的空間十分有限，不時會出現車輛擠塞的情況。由於大批掃墓人士駕車前往安置所拜祭，導致附近稔灣路一帶嚴重擠塞及影響緊急服務。為避免同類事情再次發生，政府認為必須加強安置所內的交通管理。就此，由2021年9月10日起，食物環境衞生署已引入車輛預約制度，除特許車輛外（如公共交通工具及政府車輛等），所有車輛必須經食物環境衞生署網頁預約登記 （页面存档备份，存于），方可駛進安置所內。系統已於2021年9月8日起接受市民預約申請。有關申請詳情如下︰
a. 食物環境衞生署會預留名額給予獲編配龕位人士及其僱用的註册石廠商安放先人骨灰和安裝紀念牌匾工程。註册石廠商於食物環境衞生署網頁預約安裝紀念碑工程時，可一併預約其工作用的車輛，該車輛的資料會儲存於系統內作日後預約用途，無須重新輸入。獲編配龕位人士如須駕車入場，必須透過其僱用的註册石廠商經由食物環境衞生署網頁進行預約，每次預約可登記不多於兩架車輛。有關車輛可以於預約當天任何時段進出安置所。相關預約系統的操作截圖請瀏覽以下連結。
下載連結 （页面存档备份，存于）
b. 市民如須駕車前往安置所拜祭，可於到訪前1至14日透過食物環境衞生署網頁以先到先得的方式預約。有關車輛只限於預約時段內進出安置所。相關預約系統的操作截圖請瀏覽以下連結。
下載連結 （页面存档备份，存于）
c. 所有駕車人士如因事未能依預約日期或時段到達安置所，可於系統取消預約。
曾咀靈灰安置所車輛進出網上預約系統 （页面存档备份，存于）
另外，港鐵公司將由2021年9月25日（星期六）起，開辦K52A號巴士路線每日來往曾咀靈灰安置所及港鐵屯門站。該路綫將配合曾咀靈灰安置所的開放時間，為前往該處的乘客提供定時的雙向接駁巴士服務。有關K52A號巴士路線詳情可瀏覽港鐵公司的公布 （页面存档备份，存于）。

## 流行文化
2023年，無綫電視劇集《新四十二章》中「博文大學」的部分場景，乃於曾咀靈灰安置所取景。

## 外部連結
- 在屯門曾咀設置靈灰安置所及紀念花園